# Autocefalia da Igreja russa
Autocefalia da Igreja russa é a aquisição, pela Igreja russa com sede em Moscou, da autonomia e independência do Patriarcado de Constantinopla com o direito de eleger independentemente o seu primaz pelo seu sínodo episcopal. O início real da autocefalia da Igreja russa é considerado a eleição do bispo Jonas de Riazã como Metropolita de Kiev e Toda a Rússia no concílio de 1448. A razão que levou à eleição independente do metropolita em Moscou foi a união, assinada em 1439 por representantes das Igrejas Ortodoxas e da Igreja Romana e aprovada pelo Imperador João VIII Paleólogo. A Igreja russa, com sede em Kiev, continuou sob a jurisdição do Patriarcado de Constantinopla. Em 1589, os metropolitas de Moscou receberam a dignidade patriarcal e reconhecimento formal da autocefalia dentro do Czarado da Rússia pelo patriarca Jeremias II de Constantinopla e dos outros patriarcas ortodoxos.

## Antecedentes

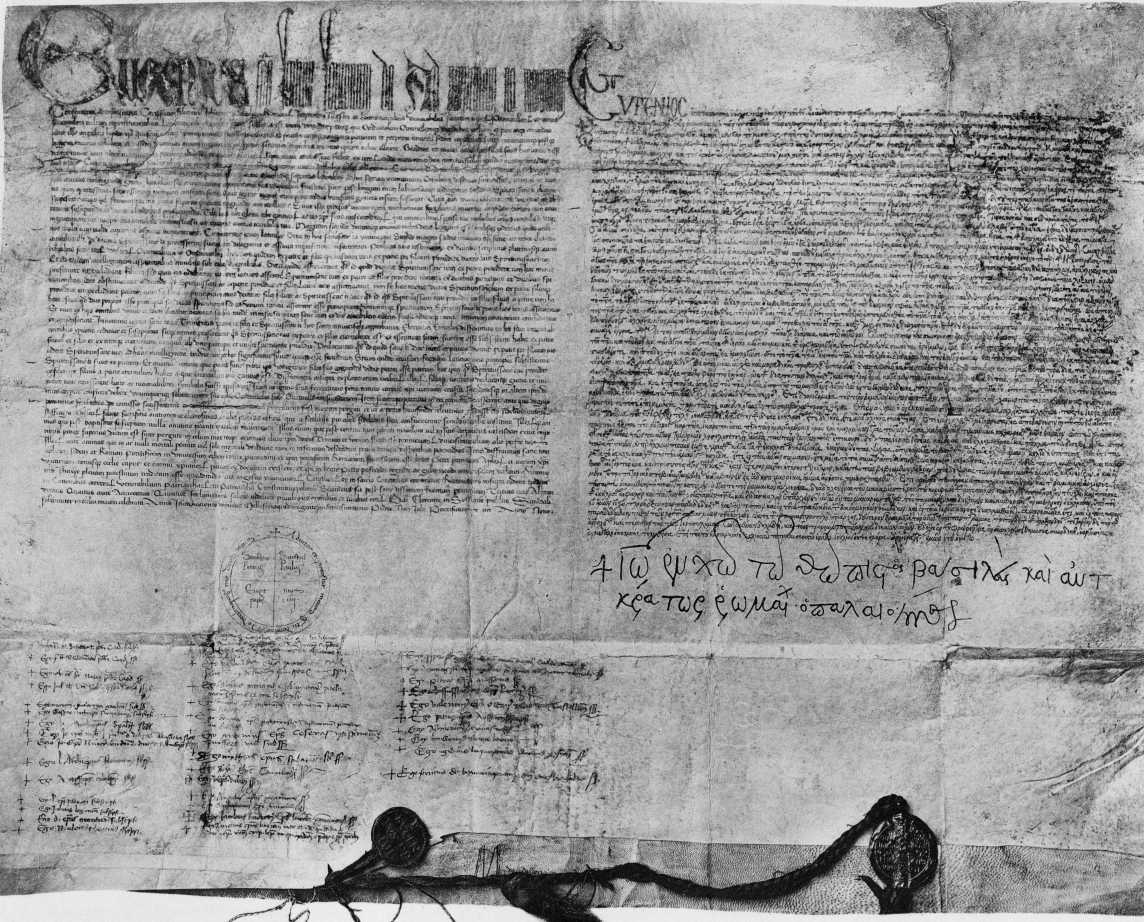
A bula Laetentur caeli, de 6 de julho de 1439, promulga a união das Igrejas grega e latina.

A união assinada em 6 de julho de 1439 em Florença foi recebida com oposição na Rússia. Enquanto o metropolita uniata de Kiev e recém-nomeado legado papal Isidoro chegou a Moscou, proclamando a Unia concluída nas dioceses ocidentais, outros participantes da delegação tiveram tempo de chegar à capital mais cedo e informar sobre a "traição dos gregos" à Ortodoxia feita em Florença. No entanto, tanto na Polônia quanto na Lituânia, a união não foi reconhecida. O apoio do rei polonês Casimiro ao papa Félix V "da Basileia" e seu não reconhecimento do papa Eugênio IV, que concluiu a Unia, contribuíram em grande parte para isso. Do lado do Concílio da Basileia e do papa Félix estava o episcopado polonês, que, além disso, era muito intransigente com os dogmas e ritos ortodoxos. Smolensk e Kiev eram mais favoráveis à causa da união. Isidoro viveu em Kiev durante todo o inverno e, em fevereiro, partiu para Moscou.

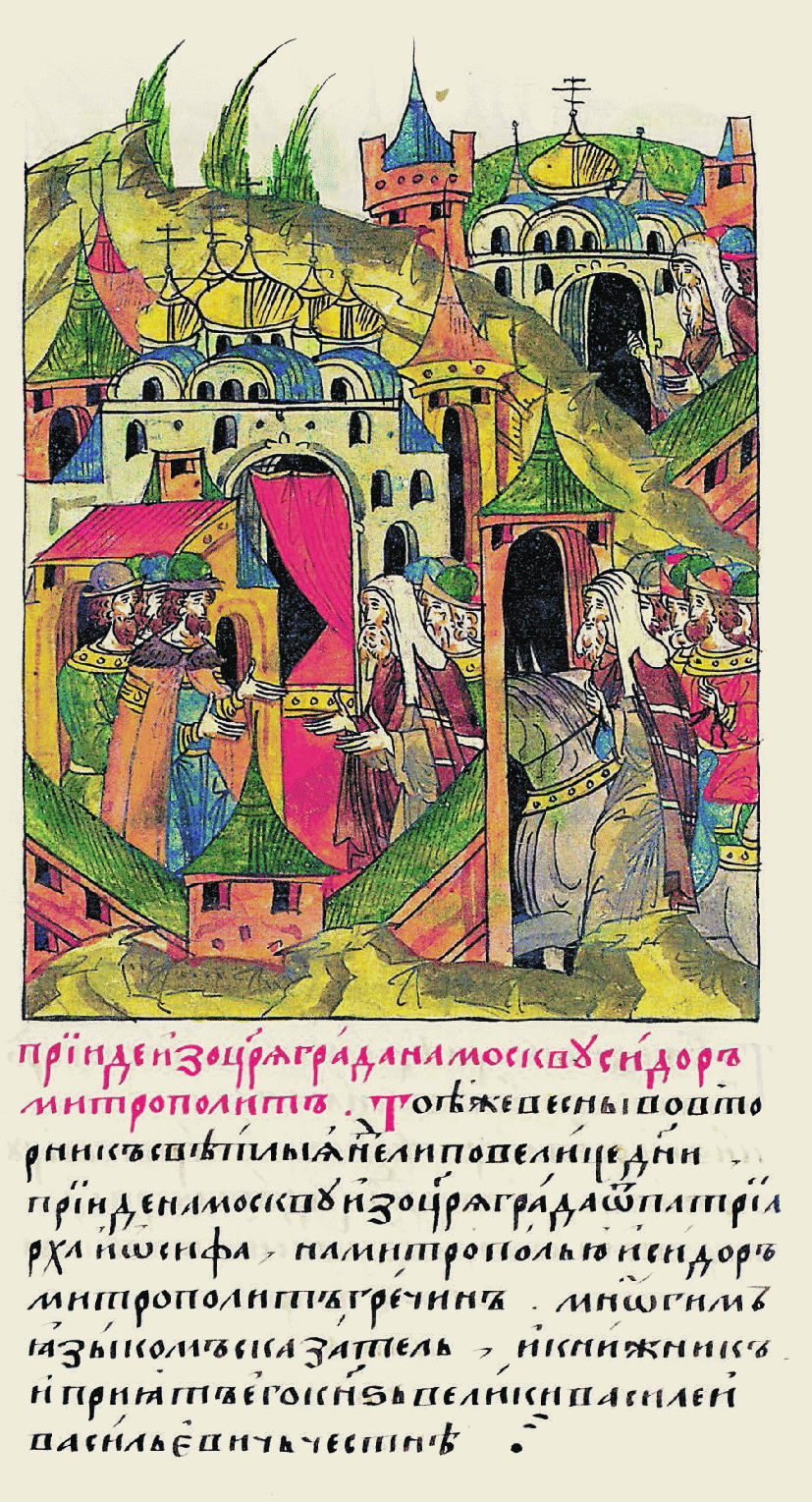
Basílio II, o Negro, recebe Isidoro em Moscou

Isidoro chegou a Moscou somente na Semana Santa da Grande Quaresma, em 19 de março de 1441. O legado papal entrou na capital sob o cerimonial do bispo católico, com a apresentação da cruz. Os preparativos para sua chegada a Moscou haviam sido feitos, mas a liturgia foi celebrada na Catedral da Dormição. Durante a liturgia, contrariando o costume, o metropolita comemorou primeiro não o Patriarca de Constantinopla, mas o papa Eugênio. No final, Isidoro proclamou a Unia. Depois disso, o grão-duque Basílio, chamando o metropolita de lobo, expulsou-o do templo e, três dias depois, ele foi preso e encarcerado no mosteiro de Chudov. No entanto, posteriormente (e com isso todos os pesquisadores concordam) Isidoro teve a oportunidade de fugir para a Lituânia, com o grão-duque poupando-se assim do desagradável dever de julgar o metropolita apóstata.
Após a prisão do metropolita, o grão-duque convocou um concílio entre os bispos que estavam em Moscou na época. Seis dos oito bispos do nordeste da Rus' sob Basílio II estavam presentes: Efrem de Rostov, Jonas de Riazan, Abraão de Suzdal, Jó de Sarai, Gerasimo de Perm, Barlaão de Kolomna. Nenhum documento do sínodo sobreviveu. Um documento, provavelmente ligado ao sínodo, foi a carta do grão-duque ao patriarca de Constantinopla. No mínimo, uma mensagem foi redigida e enviada. Há duas versões conhecidas desse documento que são próximas em termos de texto. Uma endereçada ao patriarca Metrófanes, a outra ao imperador João VIII. A segunda epístola é conhecida como parte da 2ª Crônica de Sofia. Ambas nos permitem determinar o ano de sua compilação. Mas se na primeira é mencionado o ano de 1441, a segunda epístola aponta para o ano de 1443. É difícil dizer se houve uma tentativa repetida em dois anos de entrar em contato com Constantinopla ou se o escriba cometeu um erro totalmente compreensível, mas é exatamente a 2ª Crônica de Sofia que nos informa que o grão-duque, ao saber da aceitação da união pelo imperador e pelo patriarca, retornou a embaixada do caminho e as mensagens não chegaram aos destinatários.
No entanto, esse documento é de considerável interesse. Ao detalhar o que aconteceu com Isidoro, a mensagem rejeita a união como contrária à "nossa antiga piedade e fé ortodoxa". Os principais pontos de discordância com os "latinos" são mencionados. São eles a doutrina da processão "dupla" do Espírito Santo (filioque), a celebração da Eucaristia em pão ázimo e a doutrina do Purgatório. O direito do papa de atuar como mestre da Igreja também é rejeitado. A mensagem enfatiza a lealdade à "sua fé grega". Ao mesmo tempo, o grão-duque pede permissão para nomear um metropolita em um sínodo de bispos russos. O motivo desse pedido foi "a necessidade de uma viagem distante e intransitável" - a dificuldade de uma viagem distante. No entanto, o grão-duque pediu a bênção patriarcal e expressou o desejo de que "nosso cristianismo ortodoxo nunca se separe de vocês até o fim dos tempos".
A ação dos moscovitas foi ativamente apoiada em Atos. Do Protos de Atos e de todos os monges atonitas, uma mensagem foi enviada a Moscou, dirigida ao príncipe Basílio, em apoio às ações contra a Unia.

## Eleição de Jonas como metropolita de Kiev e Toda Rus'
Após a expulsão de Isidoro, a metrópole russa permaneceu vaga por vários anos. A situação política no país não favoreceu a resolução dos assuntos eclesiásticos: neste momento, uma luta pelo poder eclodiu novamente entre Basílio II e Demétrio Shemiaka. Em 1445, o Cã Ulug-Muhammad iniciou um ataque às terras russas. Tendo perdido a batalha perto de Suzdal, o príncipe Basílio foi capturado, mas logo foi libertado por um enorme resgate. E em fevereiro de 1446, Demétrio Shemiaka capturou facilmente Moscou. Provavelmente querendo atrair o clero para o seu lado, Shemiaka convidou o bispo de Riazãn, Jonas, para ir a Moscou e o convidou para morar na corte metropolitana.
A escolha de Jonas de Riazã por Shemiaka não estava relacionada às suas preferências pessoais: Jonas já havia reivindicado duas vezes a metrópole de Kiev. A primeira vez foi após a morte do metropolita Fócio em 1431. Em seguida, o bispo de Smolensk, Gerasimo, protegido do príncipe lituano Svidrigailo, foi nomeado em Constantinopla. No entanto, já nesta época considera-se que Jonas foi nomeado metropolita. Após a morte de Gerasimo em 1435, Jonas foi para Constantinopla, mas lá Isidoro já havia sido nomeado para a metrópole de Kiev: às vésperas da conclusão da união, era importante que seus apoiadores tivessem um apoiador consistente na maior metrópole.
O reinado de Shemiaka não durou muito. Em dezembro de 1446, os partidários de Basílio capturaram Moscou, e o próprio grão-duque se estabeleceu na capital em fevereiro de 1447. Em dezembro de 1448, um concílio eclesiástico aprovou Jonas como metropolita. Na catedral, além do bispo de Riazã estavam bispos de quatro dioceses: Efraim de Rostov, Varlaam de Kolomna, Pitirim de Perm, Abraão de Suzdal. O arcebispo Eutímio II de Novogárdia e o bispo Elias de Tver enviaram cartas de consentimento.
A complexidade da situação era que Jonas foi eleito pelo concílio episcopal apenas do Nordeste da Rússia. Neste caso, os bispos da Lituânia ficaram fora de ação e havia um provável perigo de sentimentos separatistas no oeste da metrópole. Entretanto, isso não aconteceu. Mesmo durante a fuga de Moscou, Isidoro tentou se firmar na Lituânia e assim separar as dioceses ocidentais, persuadindo-as a aceitar a união. Esta intenção não foi coroada de sucesso devido à posição do rei Casimiro IV, que rompeu relações com Roma. Em 1447, sob o Papa Nicolau V, que sucedeu ao Papa Eugênio, as relações entre o rei polaco e Roma foram restauradas. No entanto, devido, obviamente, a razões políticas, bem como devido à rejeição ativa da ideia de união por parte do episcopado polaco, Cracóvia decidiu apoiar o protegido de Moscou para a metrópole de Kiev. Em 1451, Casimiro reconheceu Jonas como metropolita de Kiev com uma carta especial, confirmando seus direitos a todas as propriedades eclesiásticas no território de seu Estado.
Anteriormente, Jonas enviou uma mensagem ao príncipe Alexandre de Kiev pedindo apoio. Na mensagem, Jonas refere-se a precedentes bem conhecidos para a nomeação de metropolitas na Rússia “por uma questão de instabilidade”. A mensagem afirma que “exceto a catedral de Santa Sofia e as vestimentas reais em Constantinopla... o nome do papa não é mencionado em lugar nenhum”. Não há ninguém para quem enviar, conclui a mensagem, “o rei não é assim e nem o patriarca é assim, em outras palavras”. Mensagens semelhantes foram enviadas à nobreza e ao clero lituano.
Uma mensagem anunciando a eleição de um metropolita em Moscou também foi escrita ao imperador Constantino XI pelo grão-duque Brasílio, datada de 1452. Existem duas listas conhecidas da carta, um pouco diferentes no texto. Uma mensagem está marcada: “... mas ela não foi”, ou seja, a mensagem não foi enviada. O destino da outra opção é desconhecido. Qualquer reação de Constantinopla também é desconhecida. No entanto, o texto da mensagem é indicativo. A mensagem afirma que a instalação ocorreu “não por arrogância ou insolência”, mas pelas circunstâncias da época. A história da traição de Isidoro é descrita em detalhes e a promessa de colocar Jonas depois de Isidoro é lembrada. Sobre os motivos da violação forçada da ordem canônica, o grão-duque escreve: “Em seus piedosos poderes, na Igreja de Deus, houve desentendimentos, e nas procissões de viagem houve transtornos, e em nossos países houve todo tipo de desordem”. Além disso, não se sabe se existe algum patriarca em Constantinopla: “Não temos conhecimento de que já exista nos poderes do reino sagrado, na cidade reinante, um patriarca santíssimo”. É declarado o desejo de restaurar as relações “exceto pelas atuais divergências recém-surgidas”. A mensagem termina com a garantia: “E se Deus quiser, haverá um Patriarca no reino sagrado, na Santa Igreja Apostólica, segundo a antiga piedade; e nós devemos escrever sobre todas as nossas posições e enviar ao seu santuário sobre tudo, e pedir a sua bênção".
A autocefalia não foi formalmente proclamada. Além disso, Moscou demonstrou o desejo de restaurar relações anteriores.

## Relações com o Patriarcado de Constantinopla após a queda de Constantinopla
Em maio de 1453, Constantinopla foi tomada pelos turcos. Em janeiro de 1454, por vontade do Sultão Maomé II, o Conquistador, os bispos que permaneceram na cidade e arredores elegeram um patriarca - o primeiro patriarca ortodoxo após a assinatura da Unia. O líder reconhecido da facção anti-uniata, Gennadius Scholarius, tornou-se o patriarca. Surgiu assim um patriarca ortodoxo em Constantinopla, o que viria a ter consequências nas relações com a metrópole russa. No entanto, muito pouco se sabe sobre essas relações. Apenas dois documentos nos informam que as relações com a Igreja Mãe foram restabelecidas. Trata-se da carta ao patriarca de Constantinopla, não totalmente conservada, e da menção, no “Conto do Mosteiro de Spaso-Kamenni” de Paísio Jaroslauove, da comitiva do hegúmeno do mosteiro de Cirilo-Belozerski, Cassiano.
A carta ao patriarca reafirma a disponibilidade para aceitar a bênção dos patriarcas de Constantinopla. A carta aponta para mais um documento enviado de Constantinopla para o grão-duque. Pelo menos este documento, contém a exigência de negociações com o patriarcado.
O “Conto do Mosteiro de Spaso-Kamenni”, escrito por Paísio Jaroslauove, relata que o hegúmeno do Mosteiro de Cirilo, Cassiano, enviou duas vezes uma comitiva ao patriarca. O objetivo da comitiva era a “correção eclesiástica”, mas não é claro de que tipo de “correção” se trata.

## Divisão da metrópole Rus'
Se o reconhecimento do metropolita Jonas no oeste da metrópole na primeira vez foi incondicional e aprovado pelo apoio do rei Casimiro, então, sob o sucessor do Papa Nicolau, Calixto III (1455-1458), a situação mudou. O rei Casimiro aceitou como metropolita de Kiev um protegido romano, associado e discípulo de Isidoro, Gregório, o Búlgaro. Gregório, abade do mosteiro de São Demétrio em Constantinopla, em 15 de outubro de 1458 foi consagrado Metropolita de Kiev, Lituânia e toda a Rússia pelo patriarca uniata Gregório Mammas. Anteriormente, por decisão do Papa Calixto de 21 de julho de 1458, a metrópole foi dividida. De acordo com o documento, a partir de agora, segundo Roma, a Igreja da Rússia consiste nas dioceses da “Rússia superior”, governada pelo “monge cismático Jonas, filho da iniquidade”, e da “Rússia inferior”. Assim, “... a metrópole de Kiev foi dividida por decreto papal, não por decisão do patriarca”. Na jurisdição de Gregório estavam 9 dioceses ocidentais da Rússia Ocidental. No entanto, com o novo pontífice Pio II, em janeiro de 1459, a parte “de Moscou” da metrópole de Isidoro foi transferida para Gregório e a integridade da metrópole foi formalmente restaurada. Nesse contexto, foi solicitado a Casimiro, de Roma, que promovesse o reconhecimento de Gregório também em Moscou. Jonas, caso aparecesse nos domínios reais, deveria ser preso. Casimiro cumpriu conscienciosamente a ordem, oferecendo-se para aceitar Gregório como metropolita de Basílio II. No entanto, Moscou exigiu “a antiguidade não fosse violada” e se recusou a aceitar o metropolita uniata. A “antiguidade” na qual o príncipe de Moscou insistia consistia na dependência da aceitação dos metropolitas na cátedra russa somente dos príncipes russos.
Para neutralizar a Unia, o metropolita Jonas enviou às terras lituanas os hegúmenos do Monastério da Trindade, Vassiano e Cirilo Cassiano ao clero ortodoxo e à nobreza com mensagens exigindo que Gregório não fosse reconhecido. Entretanto, a mentalidade do clero lituano mudou durante esses anos. Os bispos das regiões ocidentais enviaram suas respostas ao metropolita, mas seu conteúdo é desconhecido. Muitos, juntamente com suas respostas, enviaram cópias de cartas do papa e de Gregório, o “arcebispo” de Constantinopla. Tornou-se conhecido o fato de que alguns dos bispos concelebrariam com o metropolita uniata.
Nessas circunstâncias, no final de 1459, em um sobor na Catedral da Assunção do Kremlin, os bispos russos, que anteriormente haviam aceitado a ordenação de Jonas, resolveram: Видя на самом деле, что по грехам нашим и по еретичеству отступника от православной веры Исидорова ученика Григория, называющего себя митрополитом Киевским, совершилось разделение Божиих Церквей Московской и Киевской и от этого разделения произошла великая пагуба для православия, мы как при нашем поставлении дали отцу нашему Ионе, так и теперь повторяем обещание — быть нам неотступными от святой Церкви Московской и от него и во всём повиноваться ему, а по отшествии к Богу повиноваться нам тому митрополиту, который по правилам святых апостолов и отцов будет поставлен в соборной церкви на Москве у гроба святого чудотворца Петра". Com relação a Gregório, foi aceito “грамот от него никаких не принимать и совещаний с ним не иметь ни о чём”.
O sobor confirmou que “havia uma divisão entre as santas Igrejas de Deus, a Igreja de Moscou e a Igreja de Kiev”.

## Relações com o Patriarca de Jerusalém
Num contexto de relações incertas com Constantinopla, os contatos ativos com o Patriarca de Jerusalém são interessantes. O documento mais antigo é a carta de perdão do Patriarca de Jerusalém, Joaquim, ao grão-duque Basílio, que apareceu antes de 1462. O governante de Jerusalém permite ao grão-duque a libertar-se de uma certa proibição eclesiástica. A razão para a reaproximação, aparentemente, acabou por ser as necessidades materiais do Patriarcado de Jerusalém: após a conquista otomana, a Rússia foi o único Estado ortodoxo que poderia fornecer assistência significativa. Isto é relatado na mensagem do metropolita Teodósio ao povo de Novogárdia e Pescóvia. O mesmo documento relata que o próprio patriarca Joaquim planeava chegar a solo russo em 1464 para recolher esmolas e dar bênçãos, mas morreu em Caffa. Em vez disso, a missão foi executada por seu irmão e protossincelus José, a quem pediu para ser nomeado metropolita de Cesaréia de Filipe. O pedido foi atendido e José foi nomeado metropolita de Cesaréia por um sobor de bispos russos. Uma carta documental ao metropolita José de Cesaréia também foi preservada. O documento é datado de abril de 1464.
Destes documentos conclui-se que, pelo menos em Jerusalém, foi reconhecida a legalidade da instalação independente de metropolitas russos. No entanto, estes são os únicos documentos que nomeiam o Patriarca de Jerusalém no início dos anos 60 do século XV. É conhecido o patriarca Joaquim, sob o comando do qual foi realizado o Concílio Patriarcal de Jerusalém em 1443, que é considerado o autor da carta de permissão a Basílio II. No entanto, sabe-se que ele esteve na Sé de Jerusalém de 1431 a 1450. Não há informações confiáveis sobre quem era o Patriarca de Jerusalém no início dos anos 60, exceto pelas mensagens mencionadas em russo.

## Cisma
Em meados da década de 1460, o metropolita uniata de Kiev, Gregório, voltou à subordinação do patriarca ortodoxo de Constantinopla e, por carta de 14 de fevereiro de 1467, do patriarca Dionísio I, foi oferecido a todas as terras russas como único metropolita legítimo. O grão-duque de Moscou Ivan III respondeu com uma recusa categórica. Na argumentação do lado russo aparece a tese da “destruição da ortodoxia grega”. A ideia de “destruição” o grão-duque coloca na palavra do patriarca Simeão. Quando em 1475, Esperidião Satanás foi empossado como metropolita de Kiev em Constantinopla, a frase apareceu na fórmula da gramota de compromisso após a instalação da sé episcopal: “E para o metropolita Esperidião, chamado Satanás, que exigiu do vil rei ser nomeado nas regiões dos turcos ímpios, ou a qualquer outro metropolita, que seja nomeado do reino dos latinos ou do reino dos turcos, não me aproximarei dele, nem me juntarei a ele, nem me unirei a ele de forma alguma”. Assim, em Moscou, o patriarca de Constantinopla foi de fato equiparado ao patriarca uniata. No entanto, como observa Natalia Aleksandrovna Kazakova, esta tese foi difundida sobretudo na crônica oficial e nos documentos relacionados com os círculos políticos. A par desta, subsiste a opinião que justifica a autocefalia arbitrária por condições externas e não questiona a “ortodoxia grega”, insistindo na legalidade de tal ato.

## Restabelecimento das relações com o Patriarcado de Constantinopla
A nível não oficial, as relações com os “gregos” nunca cessaram. E a necessidade de fundos da Igreja, que havia perdido o apoio do Estado, forçou os patriarcas de Constantinopla a pedir esmolas à Moscóvia. Por sua vez, os russos realizaram longas peregrinações a Constantinopla, ao Monte Atos, à Palestina e ao Sinai. Assim é conhecida a longa viagem a Constantinopla, Sinai e Atos na década de 70 do século XV dos monges do Volga, Nilo de Sora e Inocêncio de Komel. Em geral, entre os “Não possuidores” a atitude para com os “gregos” não se distinguia pelo rigorismo que encontramos nos documentos oficiais.
Uma restauração parcial das relações ocorre sob o metropolita “não possuídor” Barlaão. Em 1518, uma delegação oficial chefiada pelo metropolita Gregório de Zikhni chegou a Moscou vinda do patriarca Teólipto de Constantinopla. O motivo da visita ainda era a mesma esmola, mas o metropolita Gregório trouxe consigo uma carta oficial do patriarca. Na mensagem, o metropolita Barlaão é intitulado, de acordo com o estilo antigo, Metropolita de Kiev e de Toda a Rússia. No entanto, o metropolita russo recusou-se a aceitar a bênção do patriarca.
Aparentemente, os gregos visitantes muitas vezes se perguntavam por que os metropolitas russos não vão a Constantinopla para serem instalados, e isso causou irritação na sociedade moscovita. Máximo, o Grego, que chegou de Atos a convite do grão-duque para traduzir livros litúrgicos, também chegou a Moscou como parte da delegação. Máximo, o Grego, expressou repetidamente perplexidade com a recusa em receber o metropolita de Constantinopla em Moscou. Os russos tentaram convencer o cientista grego, falaram sobre alguns atos patriarcais, mas ninguém conseguiu fornecer os documentos. Máximo, o Grego, escreve um ensaio no qual tenta convencer seus oponentes de que a pureza da Ortodoxia pode ser preservada mesmo sob o governo de um rei ímpio. No final, estas dúvidas tornaram-se um dos pontos de acusação contra o monge Máximo nos julgamentos de 1525 e 1531. No julgamento, o monge Máximo confirmou sua atitude negativa em relação à autocefalia russa.
A questão não resolvida do status jurídico da Igreja Russa, no entanto, não impediu a continuação das relações com Constantinopla. Os pedidos de assistência material vieram do Leste; o lado russo voltou-se para o Leste para satisfazer as suas necessidades. Assim, em 1557, uma delegação de Teodoreto de Kola foi enviada a Constantinopla e Atos para confirmar o título real de Ivan, o Terrível. A embaixada foi bem-sucedida e a confirmação oficial do título real foi recebida dos patriarcas orientais. E em 1586, o patriarca Joaquim de Antioquia chegou a Moscou. Em 1589, o patriarca Jeremias II de Constantinopla também visitou Moscou. A Rússia aproveitou-se disso e conseguiu negociar o estabelecimento do Patriarcado de Moscou. Com o estabelecimento do patriarcado na Rússia em 1589, a questão da legalidade da autocefalia foi eliminada.